# Kreuzigungsaltar
Ein Kreuzigungsaltar ist ein Altarretabel, auf dem als zentrales Thema die Kreuzigung Jesu dargestellt ist.
Im Mittelalter wurden zunächst die Darstellungen der Marienkrönung oder des Marienbildnis beliebt, bevor Kruzifixe und die Kreuzigungsszene an Bedeutung gewannen. Das Thema der Kreuzigung erfreute sich insbesondere ab 1460/1470 größerer Beliebtheit, was auf einen niederländischen Einfluss zurückgeführt werden kann.
Die Darstellung der Kreuzigung erfolgt zumeist zentral im Schrein, wird besonders bei gemalten Flügelaltären jedoch auch auf die Flügel ausgeweitet. Im Schrein wird die Kreuzigung meistens von Heiligen oder Passionsszenen begleitet. Die Kreuzigungsthematik kann sich gleichzeitig auch im Gesprenge oder der Predella fortsetzen. So zeigt beispielsweise das Isenheimer Retabel auf den geschlossenen Flügeln die Kreuzigung und auf der Predella die Grablegung.

## Beispiele

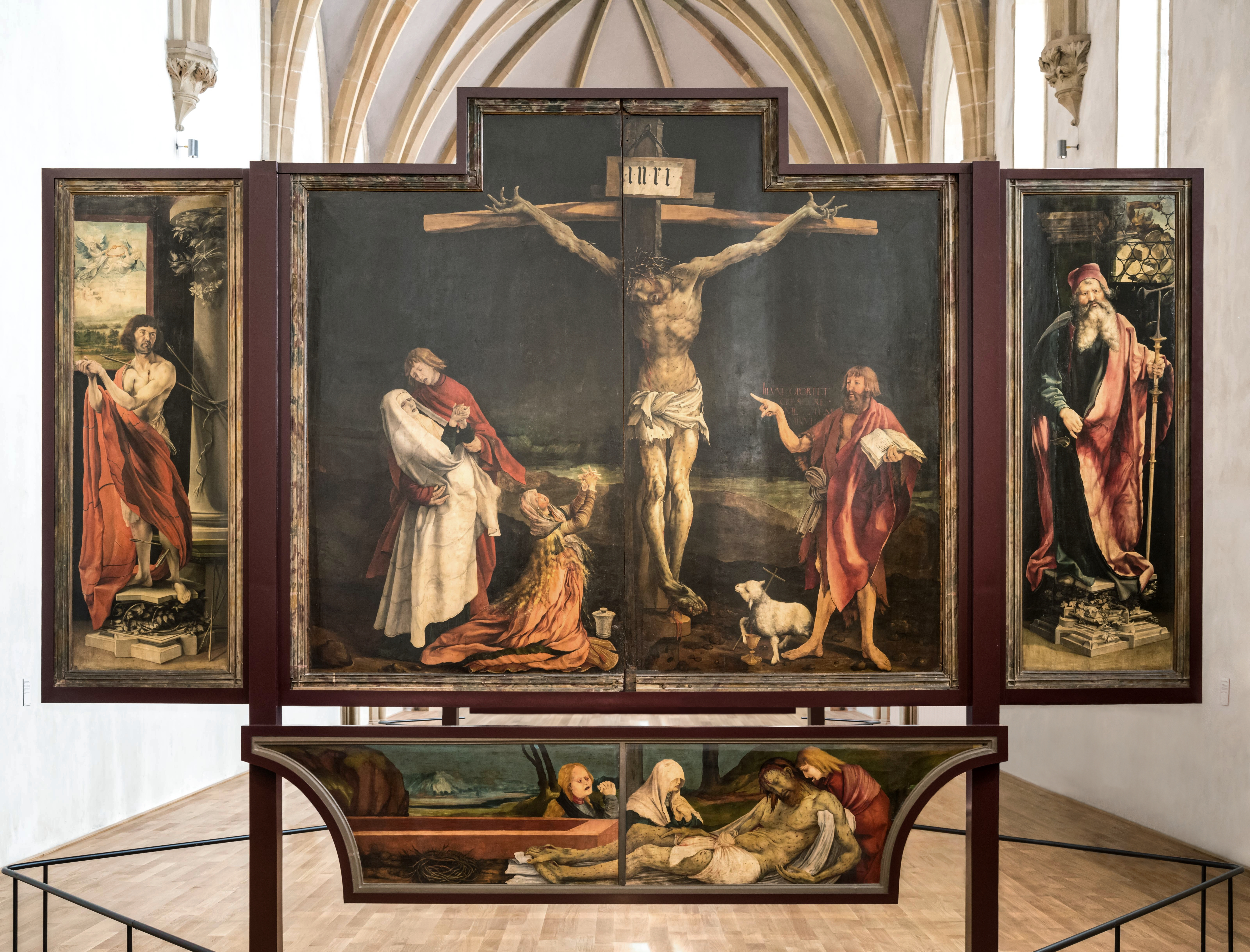
Isenheimer Retabel in geschlossenem Zustand
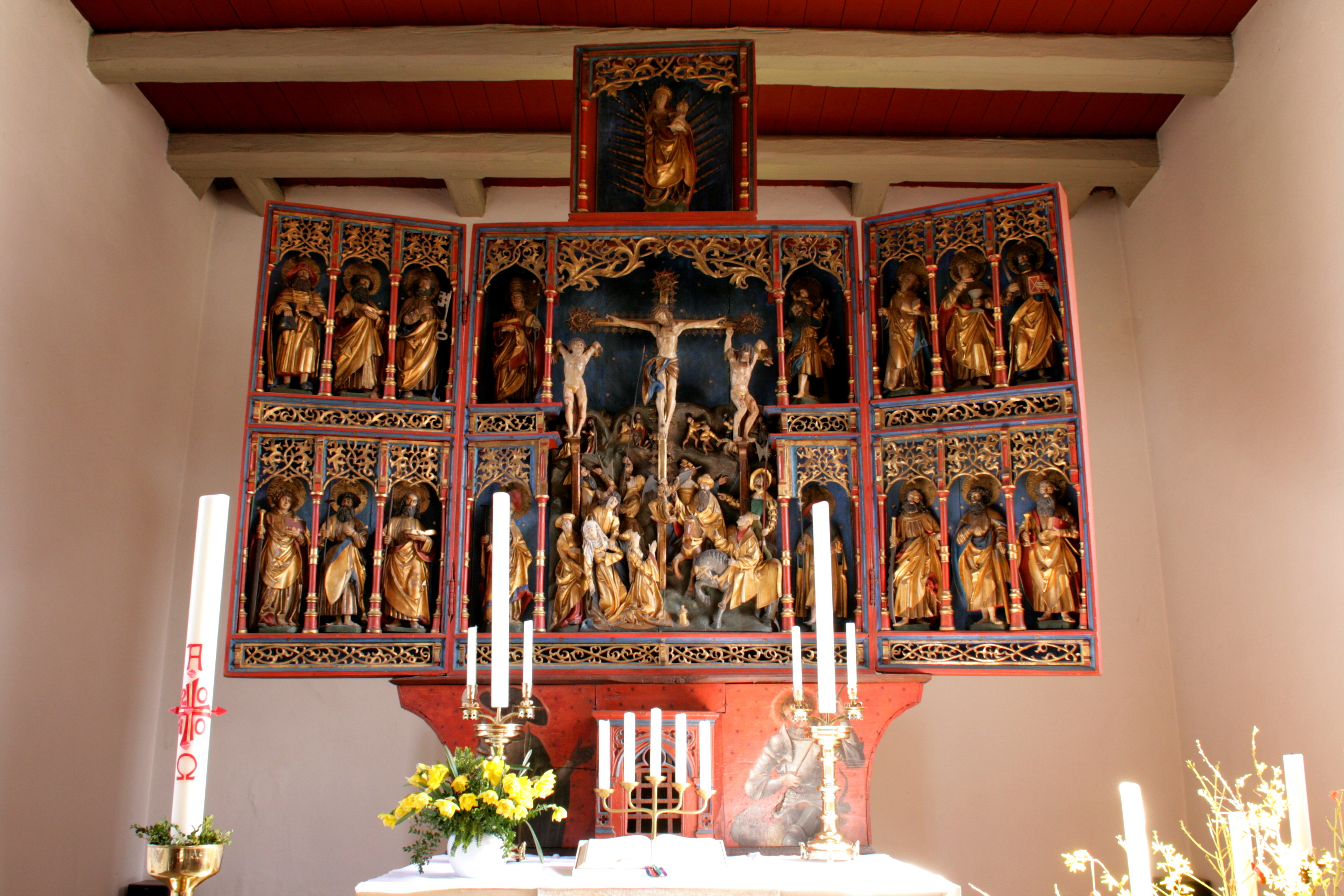
Wichmannsburger Retabel
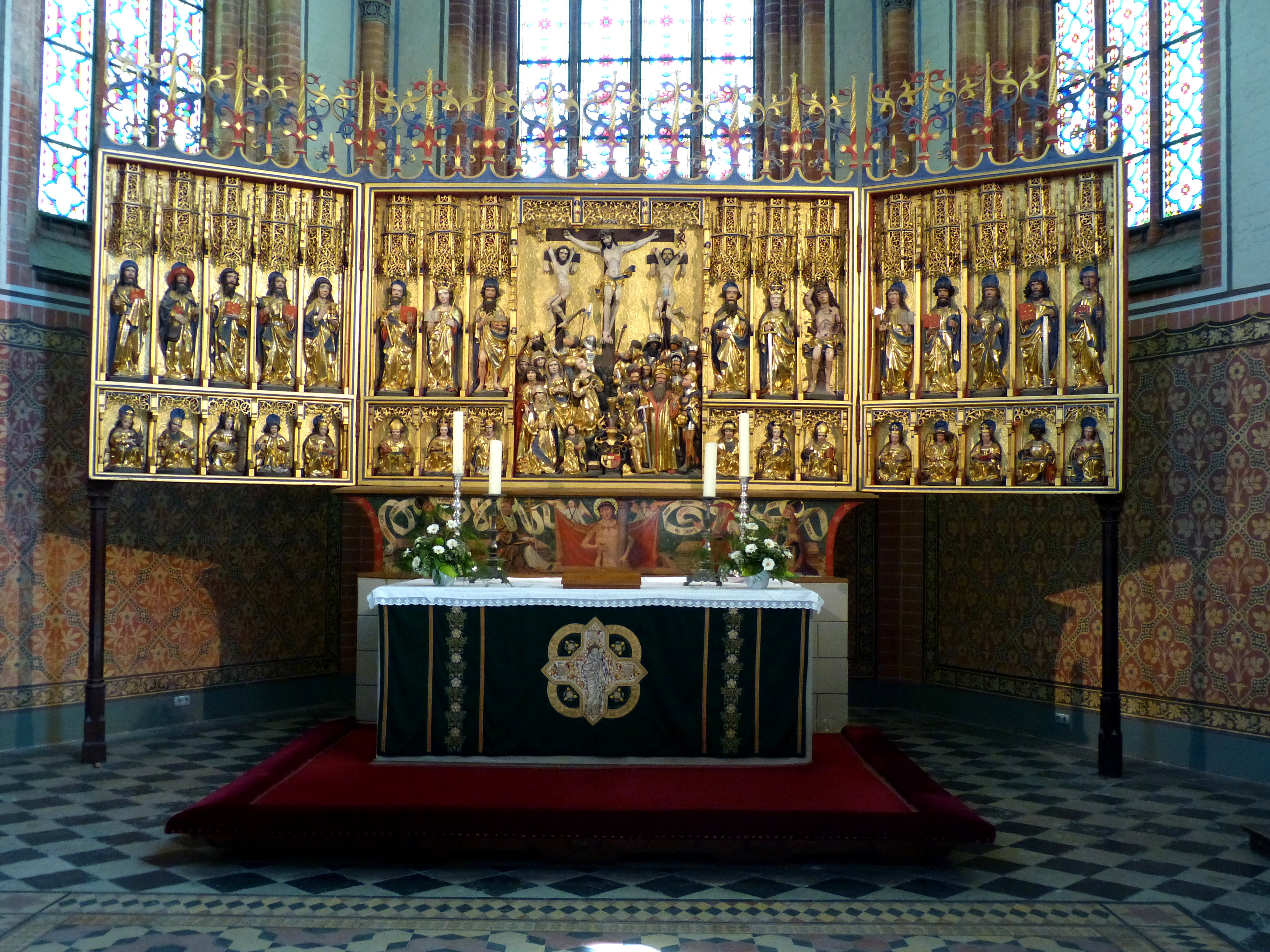
Güstrower Retabel
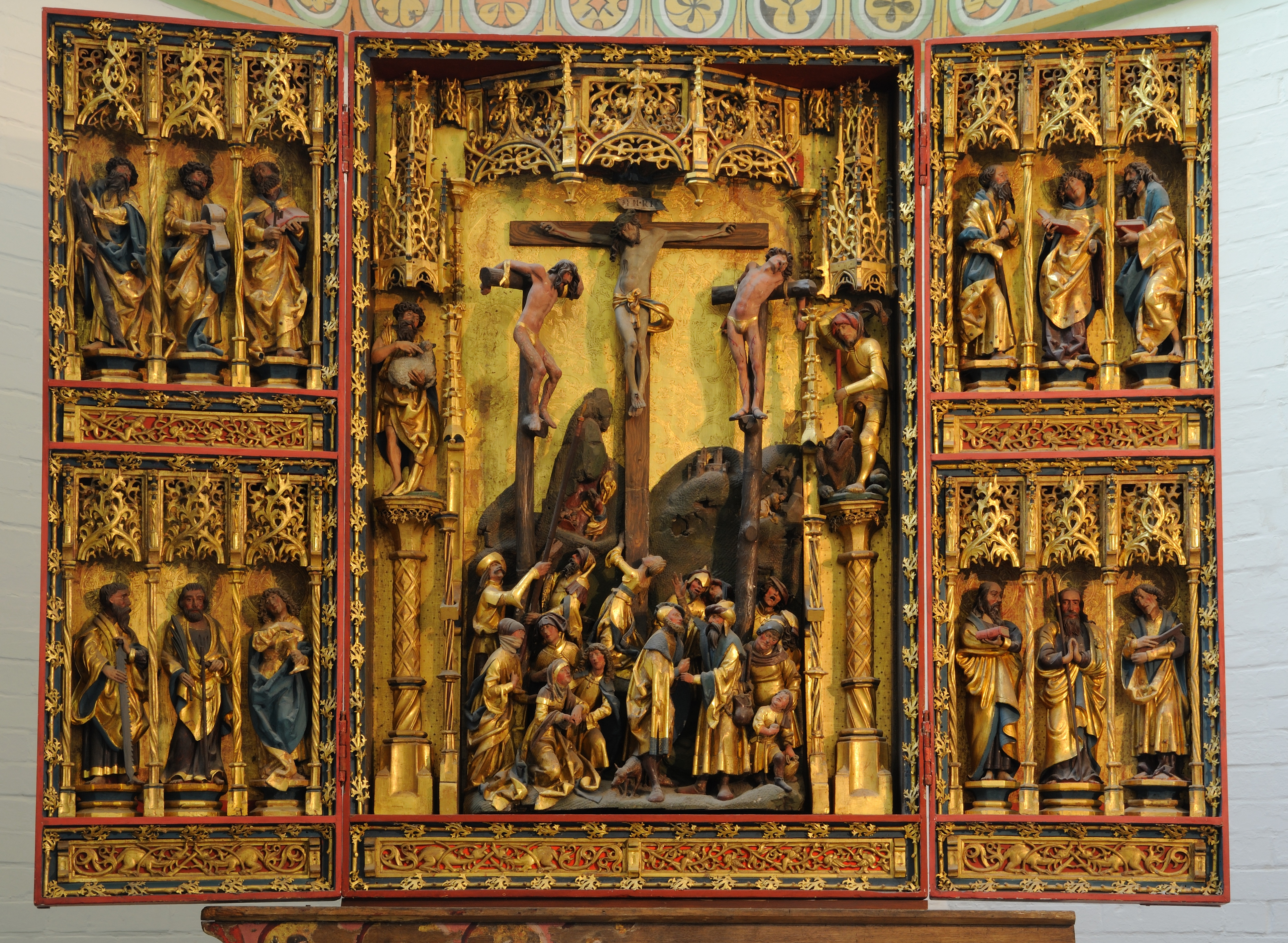
Kreuzigungsaltar aus St. Johannis
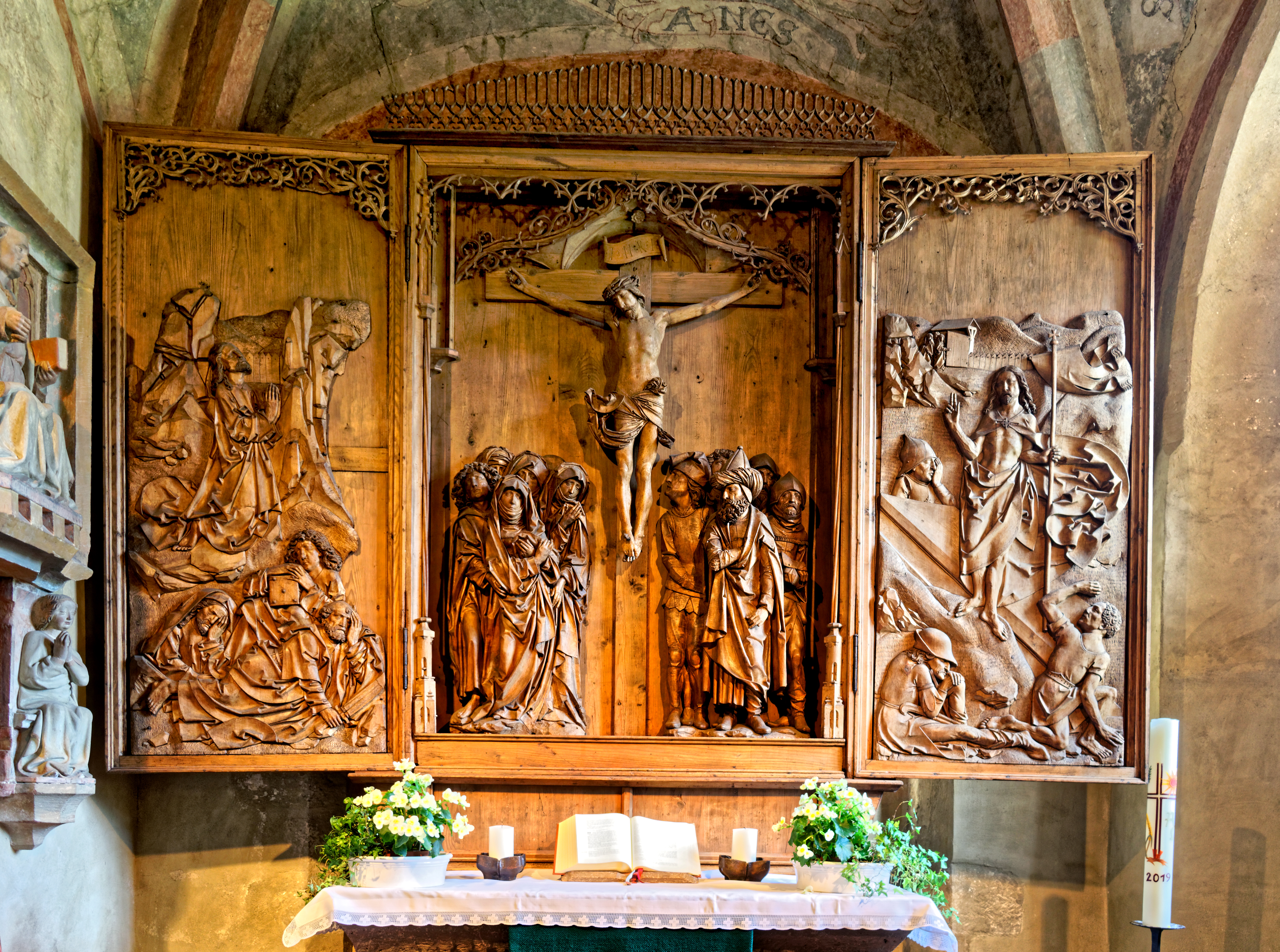
Kreuzigungsaltar aus St. Peter und Paul